# Обелиск ветеранам Великой Отечественной войны (Кескил)
«Обелиск ветеранам Великой Отечественной войны в честь 65-летия Великой Победы» — мемориальная скульптурная композиция, посвящённая памяти воинов погибших в годы Великой Отечественной войны в селе Кескил, Сасыльского наслега Томпонского улуса, Республики Саха (Якутия). Памятник истории и культуры местного значения.

## История
По архивным сведениям и документам, в годы Великой Отечественной войны из Сасыльского наслега на фронт было призвано 73 человек. Из них 27 погибли и пропали без вести на полях сражений, 46 солдат вернулись на Родину в Якутию. Воины из Сасыльского наслега принимали участие в боях под Смоленском, Брестской битве. Участвовали в освобождении городов от фашистского гнёта Ржеве, Ленинграде, Корче, Ельце, Калининградской, Кировоградской областях, Латвии и Литве.
После победоносного окончания Великой Отечественной войны в городах и сёлах республики Якутия стали активно возводить первые памятники и мемориалы, посвящённые павшим солдатам. Обелиск ветеранам Великой Отечественной войны в честь 65-летия Великой Победы в селе Кескил был установлен в самом центре населённого пункта на территории культурно-спортивного центра. Торжественное открытие состоялось в год празднования 65-летия Победы в Великой Отечественной войне.

## Описание памятника
Памятник представляет собой большую мемориальную композицию, центральной фигурой которой является пилон в виде коновязи (сэргэ), выполненный из железной трубы. В основании данного пилона бетонная основа. В центральной части пилона установлен обруч-лента, выполненный из металлического листа. На нём размещён макет ордена Отечественной войны, изготовленный из листового железа. По бокам от пилона расположены стенды из металлических листов, на которых размещены памятные таблички из прозрачного пластика с именами 47 участников, вернувшихся на Родину с Победой и фамилиями 29 воинов погибших и пропавших без вести на фронтах Великой Отечественной войны. Вся композиция размещена на бетонной площадке, у которой установлена трёхступенчатая лестница. Площадка огорожена металлической изгородью из столбиков и цепей. Внутри также установлены несколько цветников.
В соответствии с Приказ Министерства культуры и духовного развития Республики Саха (Якутия) «О включении выявленного объекта культурного наследия „Обелиск ветеранам Великой Отечественной войны в честь 65-летия Великой Победы“, расположенного по адресу Республика Саха (Якутия), Томпонский улус (район), МО „Сасыльский наслег“, с. Кескил, ул. П. Алексеева, 11 на территории культурно-спортивного центра», памятник внесён в реестр объектов культурного наследия народов Российской Федерации и охраняется государством.